# Lars Wallin (konstnär)
Lars Bror Wallin, född 26 november 1933 i Uppsala, är en svensk zoolog, målare och tecknare.
Lars Wallin är son till jordbrukskonsulenten Bror Wallin och hans hustru Märta och från 1956 gift med sjuksköterskan Inga-Lisa Larsson. Han avlade en filosofie licentiat-examen i zoologi 1964  och disputerade för filosofie doktorsgrad vid Uppsala universitet 1969 med en avhandling om fladdermöss från Java. Han har varit docent och från 1979 förste museiintendent vid Zoologiska museet, Uppsala universitet.
Vid sidan av sin yrkesverksamhet har Wallin ägnat sig åt måleri och teckning. Han debuterade med en separatutställning på Uplands nation i Uppsala 1956 som följdes av ett flertal separatutställningar. Hans konst består av djurbilder, realistiska landskapsskildringar och nonfigurativa abstraktioner. Wallin är representerad vid bland annat Uplands nation i Uppsala.